# IC 2034
IC 2034 је спирална галаксија у сазвјежђу Мрежица која се налази на листи објеката дубоког неба у Индекс каталогу.
Деклинација објекта је - 57° 57' 42" а ректасцензија 4h 6m 36,8s. Привидна величина (магнитуда) објекта IC 2034 износи 15,2 а фотографска магнитуда 15,9. IC 2034 је још познат и под ознакама ESO 117-22, FGCE 375, PGC 14469.